# Badonvilliers-Gérauvilliers
Badonvilliers-Gérauvilliers település Franciaországban, Meuse megyében. Lakosainak száma 127 fő (2022. január 1.). Badonvilliers-Gérauvilliers Abainville, Amanty, Burey-en-Vaux, Delouze-Rosières, Épiez-sur-Meuse és Montigny-lès-Vaucouleurs községekkel határos.

## Népesség
A település népességének változása:
| Lakosok száma | 116  | 125  | 126  | 160  | 141  | 140  | 138  | 132  | 129  | 127  |
|               | 1968 | 1982 | 1990 | 2006 | 2013 | 2015 | 2017 | 2019 | 2020 | 2022 |